# Brzezina (film)
Brzezina – polski telewizyjny film psychologiczny z 1970 roku w reżyserii Andrzeja Wajdy, ekranizacja opowiadania Jarosława Iwaszkiewicza pod tym samym tytułem. Osią fabularną filmu jest relacja między zgorzkniałym z powodu śmierci żony leśniczym Bolesławem (Daniel Olbrychski) a jego śmiertelnie chorym bratem Stanisławem (Olgierd Łukaszewicz), który zamierza spędzić w leśniczówce ostatnie miesiące swego życia. Brzezina wielokrotnie nawiązuje pod względem wizualnym do malarstwa Jacka Malczewskiego i symbolizmu. Zawiera też sceny nieobecne w pierwowzorze literackim, które uwypuklają jednocześnie porywczą osobowość Bolesława oraz witalność Maliny (Emilia Krakowska), o którą walczą obaj mężczyźni.
Film został pozytywnie przyjęty przez krytyków zarówno w momencie premiery, jak i w recenzjach retrospektywnych. Recenzenci chwalili jego spójność formalną, dojrzałość i subtelność w ujmowaniu zjawiska śmierci. Na Międzynarodowych Targach Filmu Dokumentalnego i Telewizyjnego w Mediolanie Brzezina została uhonorowana nagrodą FIPRESCI, a kreację Olbrychskiego nagradzano na Międzynarodowym Festiwalu Filmowym w Moskwie oraz Lubuskim Lecie Filmowym.

## Fabuła

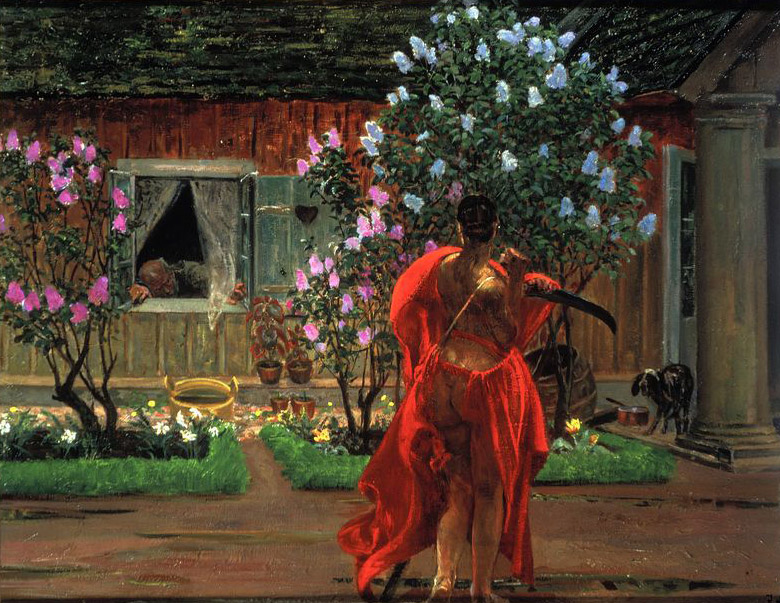
Obraz Thanatos (1899) Jacka Malczewskiego, który jest cytowany w Brzezinie

Akcja toczy się w latach 20. XX wieku. Do Bolesława, mieszkającego w leśniczówce położonej w głębi lasu, przyjeżdża ciężko chory na gruźlicę brat Stanisław, by u niego spędzić ostatnie miesiące życia. Owdowiały Bolesław, który został z córką Olą oraz starą gospodynią Katarzyną, traktuje ekstrawaganckiego brata jak intruza. Nie jest w stanie znieść huśtawek nastrojów Stanisława, z podejrzliwością obserwuje przyjaźń zawiązującą się między swoim bratem a Olą. Bolesław niechętnie zgadza się kupić fortepian na prośbę Stanisława.
Wkrótce po przybyciu do leśniczówki Stanisław poznaje wieśniaczkę Malinę, z którą romansuje. Podczas niezobowiązującej przejażdżki rowerem z Maliną Stanisław słabnie. Udaje się na spacer, po czym natrafia na grób żony Bolesława. Niedaleko zauważa Olę, która wyjaśnia mu przyczyny śmierci swojej matki. Kiedy Stanisław i Ola wracają do leśniczówki, Bolesław wpatruje się w obraz Jacka Malczewskiego Thanatos. Bolesław opowiada bratu o swojej żonie oraz bólu, jaki przeżywał po jej utracie. Jednocześnie potępia Stanisława za romans z Maliną, co prowadzi do kłótni między braćmi, a od córki okrutnym przesłuchaniem próbuje wymusić prawdę o domniemanej zdradzie jej matki.
Niebawem to Bolesław zaczyna przejmować inicjatywę w rywalizacji z bratem. Napotkawszy Malinę, brutalnie ją uwodzi. Stanisław z kolei podupada na zdrowiu i ostatecznie umiera. Jego fortepian zostaje sprzedany, a jego pokój – na życzenie Bolesława – starannie oczyszczony. W końcowej scenie Bolesław odjeżdża na koniu z Olą, odzyskując wigor i chęć do życia.

### Różnice pomiędzy opowiadaniem a filmem
W porównaniu z pierwowzorem literackim Iwaszkiewicza film Wajdy zawiera szereg scen, które nie pojawiają się w opowiadaniu:
- sceny wzajemnego zauroczenia Stanisława i Maliny (wspólna jazda na rowerze, wymiana spojrzeń podczas wycieczki na jezioro wraz z Olą, wreszcie wielkanocny dyngus), które podkreślają żywiołowość oraz biologiczny erotyzm Maliny[5];
- impulsywny dialog zazdrosnego Bolesława ze Stanisławem, następujący wtedy, gdy Bolesław wpatruje się w obraz Malczewskiego; scena ta unaocznia początkową niechęć Bolesława do zmysłowej miłości[6];
- poniżenie Maliny przez Bolesława w trakcie choroby brata; w opowiadaniu „ich spotkania nie miały w sobie nic namiętnego”, podczas gdy w analogicznej scenie wychodzi na wierzch długo skrywana erotyczna brutalność Bolesława[7];
- scenę przesłuchania Oli przez Bolesława; o ile w opowiadaniu Bolesław tylko zastanawia się nad podsłuchanym zwierzeniem Oli, sugerującym zdradę małżeńską jego żony, w filmie próbuje brutalnie wymusić na córce wyznanie prawdy[8].

## Obsada
Źródło: FilmPolski.pl
- Daniel Olbrychski – Bolesław
- Emilia Krakowska – Malina
- Olgierd Łukaszewicz – Stanisław

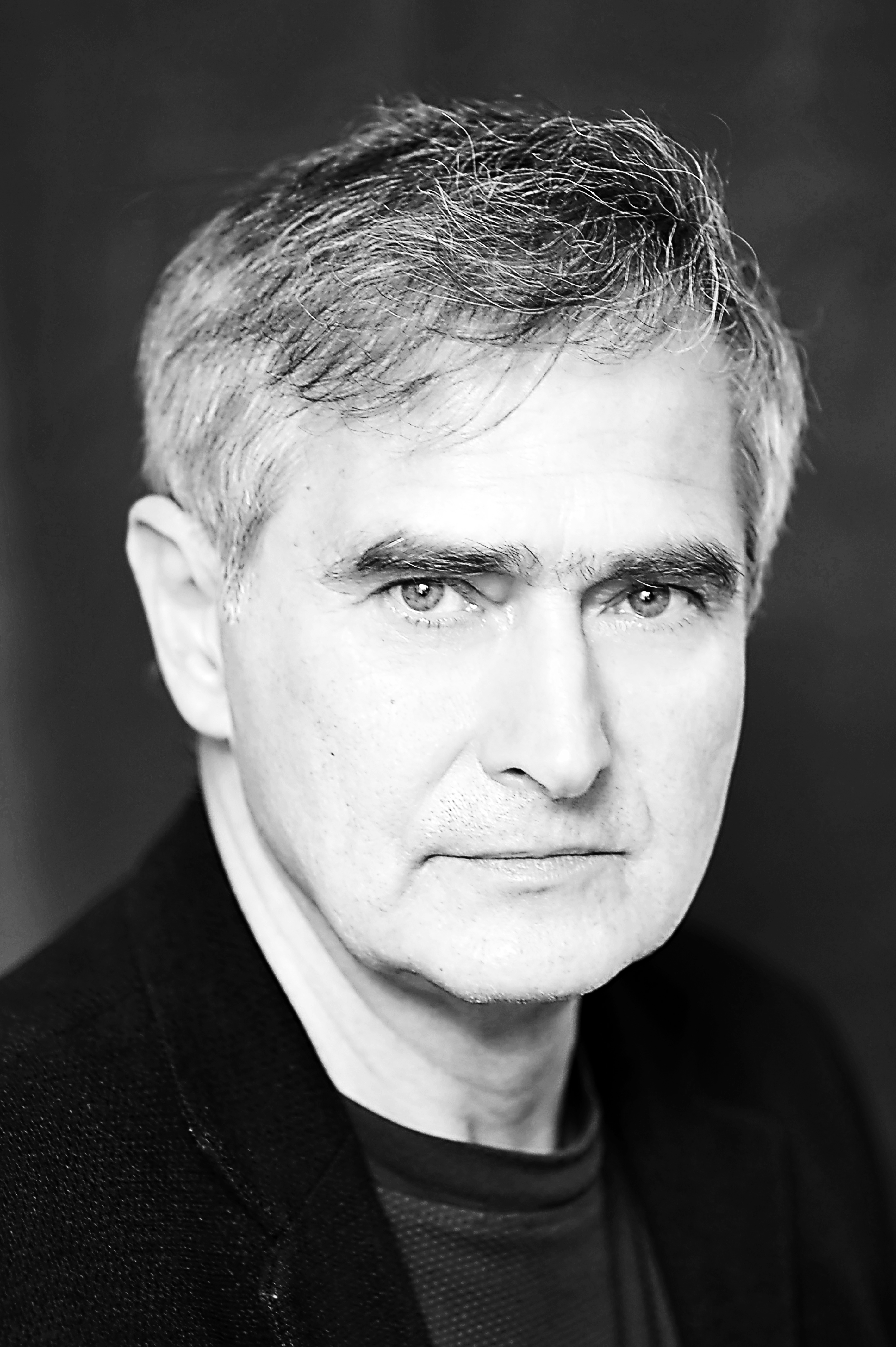
Olgierd Łukaszewicz, odtwórca roli Stanisława (2011)

- Danuta Wodyńska – Katarzyna, służąca Bolesława
- Elżbieta Żołek – Ola
- Marek Perepeczko – Michał, narzeczony Maliny

- Mieczysław Stoor – brat właścicielki fortepianu
- Alina Szpakówna – właścicielka fortepianu
- Jan Domański – Janek, brat Maliny
- Andrzej Kotkowski – mężczyzna towarzyszący bratu właścicielki fortepianu
- Jerzy Obłamski – Żyd
- Jerzy Próchnicki – Żyd
- Irena Skwierczyńska – matka Maliny

## Produkcja

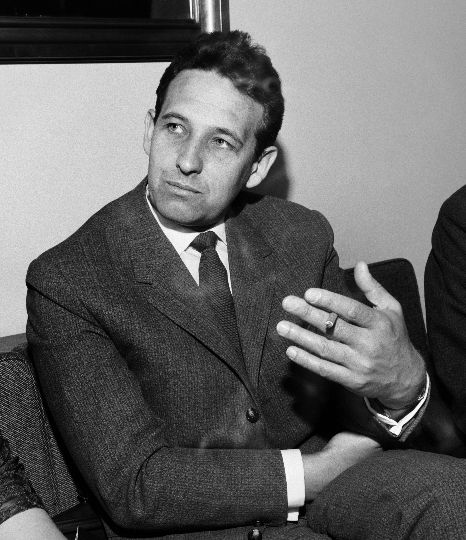
Andrzej Wajda, reżyser filmu (1970)

Reżyser Brzeziny, Andrzej Wajda, nosił się od początku swej kariery reżyserskiej z zamiarem stworzenia jej filmowej adaptacji. Zamysłem Wajdy było powiązanie prozy Jarosława Iwaszkiewicza (skupionej wokół zagadnień egzystencjalnych) z malarstwem Jacka Malczewskiego:

Malczewski wydaje mi się jedynym oprócz Andrzeja Wróblewskiego oryginalnym malarzem polskim, malarzem, który stworzył coś, czego nie widziałem nigdzie indziej. Dlatego zawsze chciałem, żeby w moim filmie pojawiła się ta poetyka, to widzenie świata. Opowiadanie Iwaszkiewicza jest tak silne i tak zwarte, że chociaż sam autor uważał to za dziwoląg i zbytek – film nie zachwiał się pod pomysłem przeszczepienia do niego obrazów Jacka Malczewskiego, nie zrodziła się też z niego żadna stylizacja. Właśnie dlatego, że szliśmy za realnością opowiadania Iwaszkiewicza.

Wajda napisał scenopis do opowiadania, które traktował jako gotowy scenariusz. Jak stwierdziła Barbara Mruklik na podstawie dokumentacji pracy Wajdy, „to, co w Brzezinie jest inwencją reżysera, jego własną próbą interpretacji myślowej zawartości opowiadania, (…) powstało na planie”.
Rolę Stanisława Wajda przeznaczył dla Olgierda Łukaszewicza, aktora odkrytego wcześniej przez Kazimierza Kutza przy okazji filmu Sól ziemi czarnej (1969). Kreacja Łukaszewicza była porównywana właśnie do roli Gabriela Basisty z Soli. Zdaniem Małgorzaty Fik obaj bohaterowie Łukaszewicza są „zagrożeni śmiercią, przemienieni nagle w dorosłych, w jakiś podobny mimo wszystko sposób neurasteniczni i sytuacją czy też charakterem wyróżnieni spośród otoczenia”. Z delikatną kreacją Łukaszewicza kontrastowała rola Bolesława w wykonaniu Daniela Olbrychskiego, który ‐ zdaniem Alicji Helman ‐ zagrał „mocnego człowieka zarażonego śmiercią, z której będzie się leczył jak z głębokiej rany”.
Za zdjęcia do Brzeziny odpowiadał Zygmunt Samosiuk. Uzgodniwszy z Wajdą zamysł stworzenia filmu na wzór malarstwa Malczewskiego, Samosiuk wszczął eksperymenty z kolorystyką: „Dużo rzeczy odrealniliśmy, nasyciliśmy film kolorem. Jak na przykład dziewczyna idzie ze świecą, to na twarzy ma światło fioletowe, nie pomarańczowe, jak to bywało zazwyczaj. Kolor fioletowy ma zaniepokoić, zastanowić widza” . Muzykę do filmu opracował Andrzej Korzyński, który współpracował z Wajdą już przy filmach Wszystko na sprzedaż (1968) oraz Polowanie na muchy (1969) .
Zdjęcia do Brzeziny kręcono w Puszczy Kampinoskiej, Mińsku Mazowieckim (Plac Stary Rynek, ul. Nadrzeczna) oraz w lesie w Nowym Polesiu koło Leoncina. Film był przeznaczony do dystrybucji telewizyjnej, ale jego premiera odbyła się także w kinach 10 listopada 1970 roku.

### Dystrybucja
Około 1995 roku Brzezina zaczęła być dystrybuowana oficjalnie na kasetach VHS w ramach serii wydawniczej Filmy polskie wideoteka, wydanej nakładem Agencji Produkcji Filmowej. W 2009 roku ukazała się wersja filmu przeznaczona na płyty DVD, początkowo rozpowszechniana w placówkach edukacyjnych w ramach serii Filmoteka szkolna. W 2017 roku Brzezina, poddana rekonstrukcji cyfrowej, weszła w skład serii wydawniczej opublikowanej nakładem Cyfrowego Repozytorium Filmowego Wajda. Antologia filmowa, która zawierała 36 płyt z dziełami reżysera.

## Odbiór
Jan Józef Szczepański z „Tygodnika Powszechnego” uznał Brzezinę za „film o artystycznych ambicjach rzadko spotykanych w naszej kinematografii”. Szczepański szczególnie cenił kreację stworzoną przez Łukaszewicza: „nie tylko identyfikuje się idealnie ze skomplikowanym iwaszkiewiczowskim bohaterem, ale potrafi w sposób bezbłędny przyswoić sobie styl lat dwudziestych. Jego interpretacja ówczesnego «nowoczesnego» dandyzmu jest znakomita”. Zbigniew Klaczyński z „Trybuny Ludu” podkreślał wyjątkowość tematu, zauważając, że w świecie Brzeziny „ludzie rozstają się z życiem nie tylko wskutek nadzwyczajnych okoliczności, katastrof, wojen czy zbrodni. (…) Śmierć jest prawem powszechnym”. Jacek Fuksiewicz w recenzji dla „Filmu” przyznał, że „Wajdzie udało się znakomicie przekazać Iwaszkiewiczowski styl, filozofię, perspektywę” . Fuksiewicz miał jednak wątpliwości co do przesłania niesionego przez film: „Tak jak pięknu tego filmu zdarza się popadać w dekoracyjność, tak i dla bohaterów nie ma reżyser wiele ciepła ani zainteresowania” . Odmienną opinię wyraziła Jolanta Słobodzian na łamach czasopisma „Kierunki”, określając Brzezinę mianem filmu wybitnego. Zdaniem Słobodzian, na tle wcześniejszej twórczości Wajdy Brzezina jest pierwszym filmem z niezwykle barwną i wieloznaczną postacią kobiecą – Maliną, wokół której koncentruje się znaczna część akcji filmu. Odgrywająca ją Emilia Krakowska stworzyła „jedną z najciekawszych postaci kobiecych w polskiej filmotece powojennej”.
We Francji Brzezina miała premierę w 1978 roku, zbierając entuzjastyczne recenzje. Françoise Dufournet na łamach francuskiego czasopisma „Études” pisała z zaskoczeniem, że „po raz pierwszy Wajda opowiada nam o miłości i śmierci, w intymności natury, gdzie rozbrzmiewa tylko krzyk ptaków i kobiety drażnionej [przez bohaterów]”. Jacques Siclier z pisma „Le Monde” zauważał, iż „Brzezina jest w istocie szeptem natury, która umiera zimą, by odrodzić się wiosną, kołysząc życiem, śmiercią i ludzkimi namiętnościami” . W magazynie „Esprit” pisano wręcz, że film cechuje spójność formalna, która „porywa nas od samego początku i nigdy nas nie opuszcza”. Jean-Luc Douin z pisma „Télérama” porównał Brzezinę na korzyść z Ostatnim tangiem w Paryżu (1972) Bernarda Bertolucciego, twierdząc, iż Wajda lepiej ukazał wzajemne starcie pomiędzy Erosem a Tanatosem: „Wajda odmalował ów pojedynek bardzo wizualnie i czysto, pokazał idylliczną, kołysaną nieprzerwanym śpiewem ptaków przyrodę, a jednocześnie zaułki rozkładającego się, zdegenerowanego świata”. Albert Cervoni na łamach „France Nouvelle” przekonywał, że „Brzezina jest piękna nie tylko dzięki obrazom lasu, ale przede wszystkim dzięki niesłychanej sile ludzkich gestów i uczuć. Promień słońca ma tu taką samą wagę jak ostatni oddech. Ten film, pulsujący agonią, ostatnim gestem życia, pulsuje także życiem”.
W Stanach Zjednoczonych Brzezina ukazała się w ramach retrospektywy twórczości Wajdy w 1981 roku, lecz była marginalizowana. Vincent Canby na łamach „The New York Timesa” pisał, iż Brzezina „jest ponura od początku niemal do końca i w ostatecznym rozrachunku niezrozumiała, choć zdarzają się w niej momenty dziwne i piękne”. Michael Blowen z „The Boston Globe” wymieniał Brzezinę wśród filmów „politycznie poprawnych, poetyczno-lirycznych”, dalekich od zaangażowania politycznego. Arthur Sabatini z czasopisma „Philadelphia Inquirer” określił Brzezinę mianem „poruszającego, lirycznego studium”, poświęcił jednak filmowi tylko jeden akapit.

### Ocena po latach
Bartosz Żurawiecki próbował po latach interpretować Brzezinę przez pryzmat homoseksualizmu autora pierwowzoru literackiego, upatrując w relacji między Bolesławem a Stanisławem napięcia homoerotycznego: „Leśnik nienawistnie patrzy na swego «campowego» brata, który przyjeżdża do głuszy z wielkiego świata, z Davos, przywożąc stamtąd rozmaite nowinki i perwersje. Zapewne skrycie się w nim kocha i dlatego znieść nie może jego ostentacyjnych amorów z Maliną” . Janina Falkowska określiła Brzezinę mianem swojego ulubionego filmu Wajdy, twierdząc, że występujące w niej „motywy życia, śmierci, seksualności i przyrody nie są przytłaczające ani wizualnie odpychające, (…), ale subtelnie zasugerowane za pośrednictwem dobrze znanego Polakom malarstwa (…) oraz muzyki fortepianowej i samej ikonografii fortepianu, powiązanej ze śmiercią i żałobą”. Podobnie oceniała Brzezinę Ewelina Nurczyńska-Fidelska, pisząc, iż „adaptator, przy pomocy wybitnych aktorów, uczynił wszystko, by wewnętrzna prawda i dramat obu braci sprostały ich wizerunkom zawartym na kartach Iwaszkiewiczowskiego arcydzieła”. Robert Birkholc twierdził, że Brzezina jest „dziełem na wskroś «Wajdowskim» – sugestywnym wizualnie, pełnym symboliki, odwołującym się do kategorii mitu”.

## Nagrody
| Rok  | Instytucja                                                             | Nagroda                               | Odbiorca          |
| ---- | ---------------------------------------------------------------------- | ------------------------------------- | ----------------- |
| 1970 | Międzynarodowe Targi Filmu Dokumentalnego i Telewizyjnego w Mediolanie | Nagroda FIPRESCI                      | Andrzej Wajda     |
| 1971 | Lubuskie Lato Filmowe                                                  | Nagroda za reżyserię                  | Andrzej Wajda     |
| 1971 | Lubuskie Lato Filmowe                                                  | Nagroda za pierwszoplanową rolę męską | Daniel Olbrychski |
| 1971 | Międzynarodowy Festiwal Filmowy w Moskwie                              | Nagroda za rolę męską                 | Daniel Olbrychski |
| 1973 | Fińskie Stowarzyszenie Filmowców „Filmaur”                             | Dyplom honorowy                       | Andrzej Wajda     |
| 1975 | Międzynarodowy Festiwal Filmowy w Mediolanie                           | Złota Pieczęć                         | Andrzej Wajda     |